# ليلى المسعودي
ليلى المسعودي هي باحثة مغربية في مجال اللسانيات الاجتماعية، أستاذة التعليم العالي بجامعة ابن طفيل بمدينة القنيطرة.
تتمحور أبحاثها العلمية في مجالات عدة، منها اللسانيات العامة والصناعة المعجمية واللسانيات الاجتماعية التطبيقية، فضلا عن الآداب والثقافة الشفوية واللسانيات الاجتماعية الحضرية وغيرها من التخصصات الأكاديمية.

## مسيرتها
حصلت على شهادة الباكالوريا سنة 1968، وحازت دبلوم المدرسة العليا للأساتذة بالرباط سنة 1972، وحصلت على الإجازة الأساسية في الآداب الفرنسية بكلية الآداب والعلوم الإنسانية بالرباط سنة 1972، وحصلت أيضا على شهادة الكفاءة المهنية للتدريس بالتعليم الثانوي سنة 1974؛ وبدأت مشوارها العلمي من جامعة بول فاليري مونبولييه بمدينة مونبلييه الفرنسية، حيث حصلت على شهادة الماجستير في اللسانيات العامة سنة 1975، ثم شهادة الدراسات المعمقة من الجامعة نفسها، وكذلك دكتوراه السلك الثالث في تخصص اللسانيات العامة والتطبيقية من جامعة باريس 5 - ديكارت سنة 1979، لتتوج مسارها الأكاديمي بالحصول على دكتوراه الدولة سنة 1990.

## جوائز
سنة 2018، حصلت ليلى المسعودي على الدكتوراه الفخرية من جامعة لورين بفرنسا، بفضل إسهاماتها الرائدة في توسيع دائرة اللسانيات الاجتماعية على الصعيد العالمي، وهي أول باحثة أكاديمية تمنح هذا اللقب التكريمي في تخصص العلوم الاجتماعية والإنسانية عبر تاريخ الجامعة.